# منجم أمسماسة
منجم أمسماسة هو منجم ذهب يقع في ولاية تمنراست بالجزائر وتستغله المؤسسة الوطنية الذهب (ENOR). ويقدر احتياطيها بـ 2.5 مليون طن، بوزن 18 غرام/طن من الذهب.

## نبذة تاريخية
في 26 يناير 2008، شرعت المؤسسة في صب أول سبيكة ذهب للمنجم، بحضور وزير الطاقة والمناجم الجزائري شكيب خليل.